# 1888年美國總統選舉
1888年美國總統選舉是第26次四年一度的總統選舉，於1888年11月6日星期二舉行。來自印第安納州的前參議員、共和黨候選人班傑明·哈里森擊敗了現任紐約州民主黨總統格羅弗·克利夫蘭。這是美國五次總統選舉中的第三次（也是12年內的第二次），獲勝者沒有贏得全國普選的多數票，這種情況直到2000年美國總統大選才再次出現。
克利夫蘭是自美國內戰以來的第一位民主黨總統，在1888年民主黨全國代表大會上再次獲得一致提名。哈里森是前總統威廉·亨利·哈里森的孫子，在1888年共和黨全國代表大會的第八次投票中成為共和黨候選人。他擊敗了其他著名的政黨領袖，如參議員约翰·舍曼和前州長羅素·A·拉爾傑。
關稅政策是選舉中的主要問題，因為克利夫蘭曾提議大幅降低關稅，認為高關稅對消費者不公平。哈里森站在想要保持高關稅的實業家和工廠工人一邊。克利夫蘭反對內戰養老金和通貨膨脹的貨幣也在退伍軍人和農民中樹敵。另一方面，他在南部和邊境各州佔有一席之地，並呼籲前共和黨大佬們。
克利夫蘭贏得了多數民眾投票，但哈里森在選舉人團中以多數票贏得了選舉。哈里森幾乎席捲了整個北部和中西部，並以微弱優勢佔據了搖擺州的紐約州和印第安納州。這是民主黨自1856年以來第一次在連續選舉中贏得普選。這是美國歷史上第一次一個政黨在一個任期內被投票下台；這也將在下一次選舉中發生，直到1976年才再次發生在民主黨身上。截至2020年美國總統大選，這是維吉尼亞州和西維吉尼亞州最後一次投票給落選的候選人。這也是首次在任總統儘管贏得普選但在選舉人票落敗而連任失利，儘管他的普選票數有所提高。

## 外部連結
- Presidential Election of 1888: A Resource Guide （页面存档备份，存于） from the Library of Congress
- 1888 popular vote by counties （页面存档备份，存于）
- Election of 1888 in Counting the Votes 的存檔，存档日期March 4, 2016，.
- The Vote That Failed （页面存档备份，存于）. Smithsonian Magazine article on Indiana in the 1888 election.